# Limnephilus sperryi
Limnephilus sperryi är en nattsländeart som först beskrevs av Banks 1914.  Limnephilus sperryi ingår i släktet Limnephilus och familjen husmasknattsländor. Inga underarter finns listade i Catalogue of Life.